# Молодаво Перше
Молодаво Перше (до 23 вересня 2008 року — Молодава Перша) — село в Україні, у Привільненській сільській громаді Дубенського району Рівненської області. Населення становить 335 осіб.

## Герб
У лазуровому щиті із зеленою базою поверх всього три зелені березові листи, покладені віялоподібно, із зеленими сережками. У червоній главі срібний розширений хрест.

## Історія
У 1906 році село Молодава Варковицької волості Дубенського повіту Волинської губернії. Відстань від повітового міста 13 верст, від волості 5. Дворів 98, мешканців 678.
7 (20) листопада 1917 року, відповідно до Третього Універсалу Української Центральної Ради, увійшло до складу Української Народної Республіки.
З 2016 року у складі Привільненської сільської громади.
12 червня 2020 року, відповідно до розпорядження Кабінету Міністрів України № 722-р від «Про визначення адміністративних центрів та затвердження територій територіальних громад Рівненської області», увійшло до складу Привільненської сільської громади.
19 липня 2020 року, в результаті адміністративно-територіальної реформи та ліквідації  Дубенського (1939—2020) району, село увійшло до складу новоутвореного Дубенського району.

## Населення

### Мова
Розподіл населення за рідною мовою за даними перепису 2001 року:
| Мова       | Кількість | Відсоток |
| ---------- | --------- | -------- |
| українська | 335       | 100%     |